# MB Miðvágur
MB Miðvágur jest amatorskim, drugoligowym klubem piłkarskim z Wysp Owczych założonym 21 stycznia 1905 roku. Siedziba klubu znajduje się w mieście Miðvágur.
W 1993 roku klub połączył się z zespołem SÍF Sandavágur tworząc FS Vágar. Ten jednak się rozpadł w 2004 roku. Władze MB Miðvágur zdecydowały, że klub zacznie od nowa budować swą pozycję poczynając od ostatniej, czwartej ligi, gdzie już w pierwszym sezonie zwyciężył awansując do ligi trzeciej pokonawszy w ostatnim meczu HB Tórshavn III 7-2 co było jeszcze większym zwycięstwem z uwagi na fakt, że w czwartoligowej odnodze stołecznego klubu gra wielu jego byłych zawodników z pierwszej i drugiej ligi. Jednym z nich był Kaj Leo Johannesen.
Kolejne dwa sezony 2006 i 2007 obfitowały jednak w wiele rozczarowań. Gracze MB Miðvágur nie potrafili wywalczyć sobie awansu do drugiej ligi znajdując się odpowiednio na czwartym i zaskakująco niskim, siódmym miejscu.
Jednym z najlepszych lat zespołu był rok 1990, kiedy grając w pierwszej lidze piłkarze MB zdobyli 3 miejsce w tabeli. Ostatnim sukcesem klubu był awans do 1. deild z drugiego miejsca w trzeciej lidze.